# Peureupok (Syamtalira Aron)
Peureupok is een bestuurslaag in het regentschap Aceh Utara van de provincie Atjeh, Indonesië. Peureupok telt 851 inwoners (volkstelling 2010).